# Javier Mendo
Javier Mendo Flores (Leganés (Madrid) 8 de abril de 2000) es un joven actor de televisión español. Es conocido principalmente por su papel de Borja Ruano en Los protegidos.

## Biografía
Javier ha estudiado el bachillerato de Artes Escénicas y continúa estudiando en la Real Escuela Superior de Arte Dramático. En el año 2006 apareció con un papel muy pequeño  en la película AzulOscuroCasiNegro, desde 2010 y hasta 2012 estuvo en el reparto de la serie Los protegidos emitida en Antena 3, ha pasado con personajes secundarios en series como IFamily (2017), Sabuesos (2018) y El Continental (serie de televisión) 2018. Su primer papel protagonista lo interpreta en La Madre (película). Fiel seguidor del Atlético de Madrid y actual estudiante de teatro.

## Filmografía

### Televisión
| Año         | Título                     | Rol                  | Cadena              | Episodios    |
| ----------- | -------------------------- | -------------------- | ------------------- | ------------ |
| 2010 - 2012 | Los protegidos             | Borja Ruano          | Antena 3            | 41 episodios |
| 2017        | iFamily                    | Lucas                | La 1                | 4 episodios  |
| 2018        | Sabuesos                   | Alberto (joven)      | La 1                | 1 episodio   |
| 2018        | El Continental             | Ricardo León (joven) | La 1                | 5 episodios  |
| 2021        | Los protegidos: El regreso | Borja Ruano          | Atresplayer Premium | 4 episodios  |
| 2022        | Historias de Protegidos    | Borja Ruano          | Atresplayer Premium | 1 episodio   |

#### Películas
| Año  | Título              | Personaje | Notas        |
| ---- | ------------------- | --------- | ------------ |
| 2006 | AzulOscuroCasiNegro |           |              |
| 2016 | La Madre            | Miguel    | Protagonista |
| 2020 | Zalamero            | Martín    | Protagonista |